# Synagoga Hersza Szpejberga i Jakuba Zaksa w Łodzi (ul. Widzewska 42)
Synagoga Hersza Szpejberga i Jakuba Zaksa w Łodzi − prywatny dom modlitwy znajdujący się w Łodzi przy ulicy Widzewskiej 42.
Synagoga została zbudowana w 1898 roku z inicjatywy Hersza Szpejberga i Jakuba Zaksa. Została przeniesiona z lokalu mieszczącego się przy ulicy Cegielnianej 46. Podczas II wojny światowej hitlerowcy zdewastowali synagogę.